# Dyschondrosteose Léri Weill
Die Dyschondrosteose Léri Weill ist eine zu den Skelettdysplasien gehörige angeborene Erkrankung mit den Kennzeichen eines dysproportionierten Kleinwuchses mit symmetrischer Verkürzung der Mittelsegmente der Gliedmaßen und einer Madelung-Deformität (Teilverrenkung des Handgelenkes).

## Bezeichnung
Synonyme für diese Skelettdysplasie sind Léri-Weill-Syndrom; Lamy-Bienenfeld-Syndrom; englisch Léri-Weill mesomelic dwarfism.
Die Bezeichnungen beziehen sich auf die Autoren der Erstbeschreibung aus dem Jahre  1929 durch den französischen Neurologen André Léri (1875–1930) und den Pariser Pädiater und Endokrinologen Jean A. Weill (* 1903) sowie auf die Erstautoren Maurice Emile Joseph Lamy (1895–1975) und C. Bienenfeld.
„Dyschondrosteose“ bedeutet „Störung der Knorpel- und Kochenentwicklung“.

## Verbreitung
Die Häufigkeit ist nicht bekannt, die Vererbung erfolgt autosomal-dominant. Da das betroffene SHOX-Gen auf den Gonosomen liegt, spricht man von pseudoautosomaler Vererbung. Das weibliche Geschlecht ist häufiger betroffen; die Veränderungen können unterschiedlich stark ausgeprägt sein.

## Ursache
Der Erkrankung liegen Mutationen im SHOX-Gen an der Genregion Xp22.33 oder im SHOXY-Gen an der Genregion Yp11.32 zugrunde.
Diese Genregionen werden als Pseudoautosomale Region 1 (PAR1) bezeichnet. Assoziierte Erkrankungen umfassen als schwerere Form die Mesomele Dysplasie Typ Langer und als leichtere die isolierte Madelung-Deformität. Die Prävalenz der SHOX/PAR1-Mutationen wird auf 1:1.000 geschätzt.

## Merkmale
Klinische Kriterien sind:

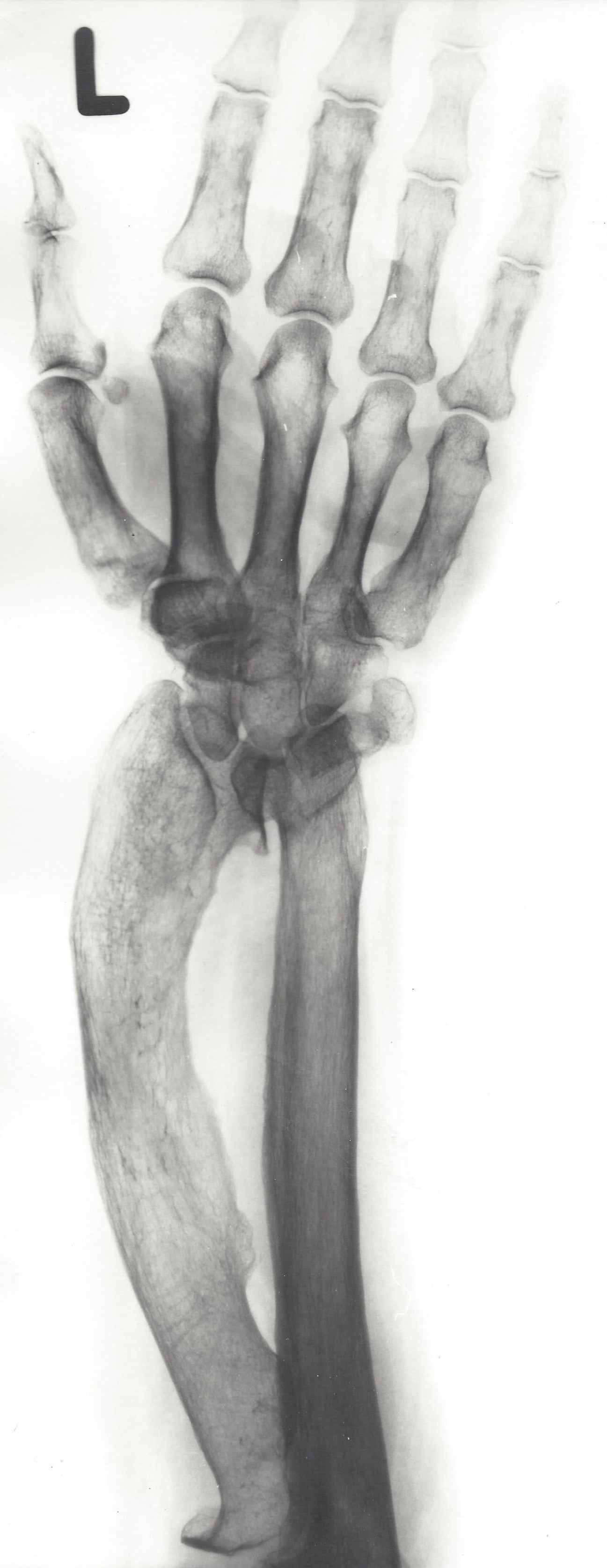
Madelung-Deformität

- Von Geburt an bestehender dysproportionierter symmetrischer Kleinwuchs mit Verkürzung der Unterarme und Unterschenkel

- Sich entwickelnde diaphysäre Verkrümmung der Speiche mit distal median fehlender Epiphyse und resultierender Madelung-Bajonettstellung der Hände

Gelegentlich tritt eine proximale Verbiegung der Schienbeine auf.
Bei Jungen findet sich eine athletische Körperform aufgrund (relativer) Muskelhypertrophie.
Die Dyschondrosteose Léri Weill kann sehr unterschiedlich stark ausgeprägt sein, sowohl die Skelettauffälligkeiten betreffend als auch die Körpergröße, die von "stark kleinwüchsig" bis "im unteren Normbereich" variieren kann.

## Diagnose
Die Diagnose stützt sich auf die klinischen Befunde und entsprechende Röntgenaufnahmen. Eine Bestätigung erfolgt durch Genanalyse.

## Differentialdiagnose
Neben den durch die gleiche Genregion verursachten Erkrankungen ist das Turner-Syndrom abzugrenzen sowie das sehr ähnliche Dyschondrosteose-Nephritis-Syndrom.

## Behandlungsmöglichkeiten
Durch eine Behandlung mit Wachstumshormonen kann das Wachstum betroffener Kinder verbessert werden.